# Церковь Архангела Михаила на Торгу
Церковь Архангела Михаила на Торгу (на Михайлове улице, на Виткове улице, на Торговой стороне) — недействующий православный храм в Великом Новгороде. Построен в XIV веке, перестроен в XV и в XIX веке. Входит в состав объекта Всемирного наследия ЮНЕСКО «Исторические памятники Новгорода и окрестностей». Образует единый комплекс и соединяется с соседней церковью Благовещения.

## История
Церковь Михаила, ещё деревянная, впервые упомянута в летописи под 1152 годом. Каменная церковь впервые построена в 1300—1302 годах. В 1454 году церковь была в основном разобрана и отстроена заново, вероятно, в тех же формах. Около середины XVI века к храму пристроена с севера двухъярусная галерея. В результате трёх перестроек XIX века храм серьёзно изменил облик: разобрана вся верхняя часть, построены новые столбы и арки, на которых отстроен новый деревянный барабан, декор сбит.
Во время Великой Отечественной войны и в послевоенные годы церковь получила значительные утраты, лишившись барабана, кровли, перекрытий. Частично отреставрирована в 1957—1960 годах под руководством Леонида Красноречьева. Используется как мастерская художников-реставраторов.

## Архитектура
Здание церкви состоит из разновременных фрагментов. Фундаменты, нижняя часть кладки стен, более половины высоты апсиды, южная стена на высоту до 2,7 м относятся к первоначальной каменной церкви начала XIV века. Более половины высоты остальных стен относятся ко второй церкви середины XV века. Галерея относится к XVI веку, верхние части — в основном к XIX веку. Оформление после реставрации отражает историю памятника: древние части оставлены неоштукатуренными, поздняя верхняя часть оштукатурена.
Храм начала XIV века, как установлено Л. Е. Красноречьевым, имел 3 портала, был вытянут по продольной оси, имел сильно выступающую апсиду. Столбы были сильно сдвинуты к востоку и имели прямоугольную форму вместо обычной квадратной. Лопатки, членившие фасады на равные части, не совпадали со столбами. Существовала внутристенная лестница в западной стене, которая вела на хоры, а в северо-западном углу — камора. Пол церкви был выложен большими известняковыми плитами. Фундамент насухо сложен из валунов и уходит вглубь на 1,8 м, опираясь на брёвна-лежни.
Церковь середины XV века, согласно тому же исследованию, имела такой же план, что и более ранняя, также имелись три портала, внутристенная лестница и камора (в ней имелся придел Преображения). Имелись каменные пристройки с запада и юга. Предполагается, что на них сверху располагалось открытое гульбище. Основной объём имел два этажа — нижний занимало подцерковье. Лопатки новой церкви на фасадах соответствовавли расположению столбов, при этом западная часть была значительно больше. Предполагается, что завершение фасадов было позакомарным. Стены выстроены из ракушечника (в нижней части, вероятно, вторично использован от более старой церкви) и серого плитняка, а также кирпичной кладки (частично использованы кирпичи XIV века, частично новые). Пол церкви также выложен большими известняковыми плитами толщиной 9-11 см.